# Raskol

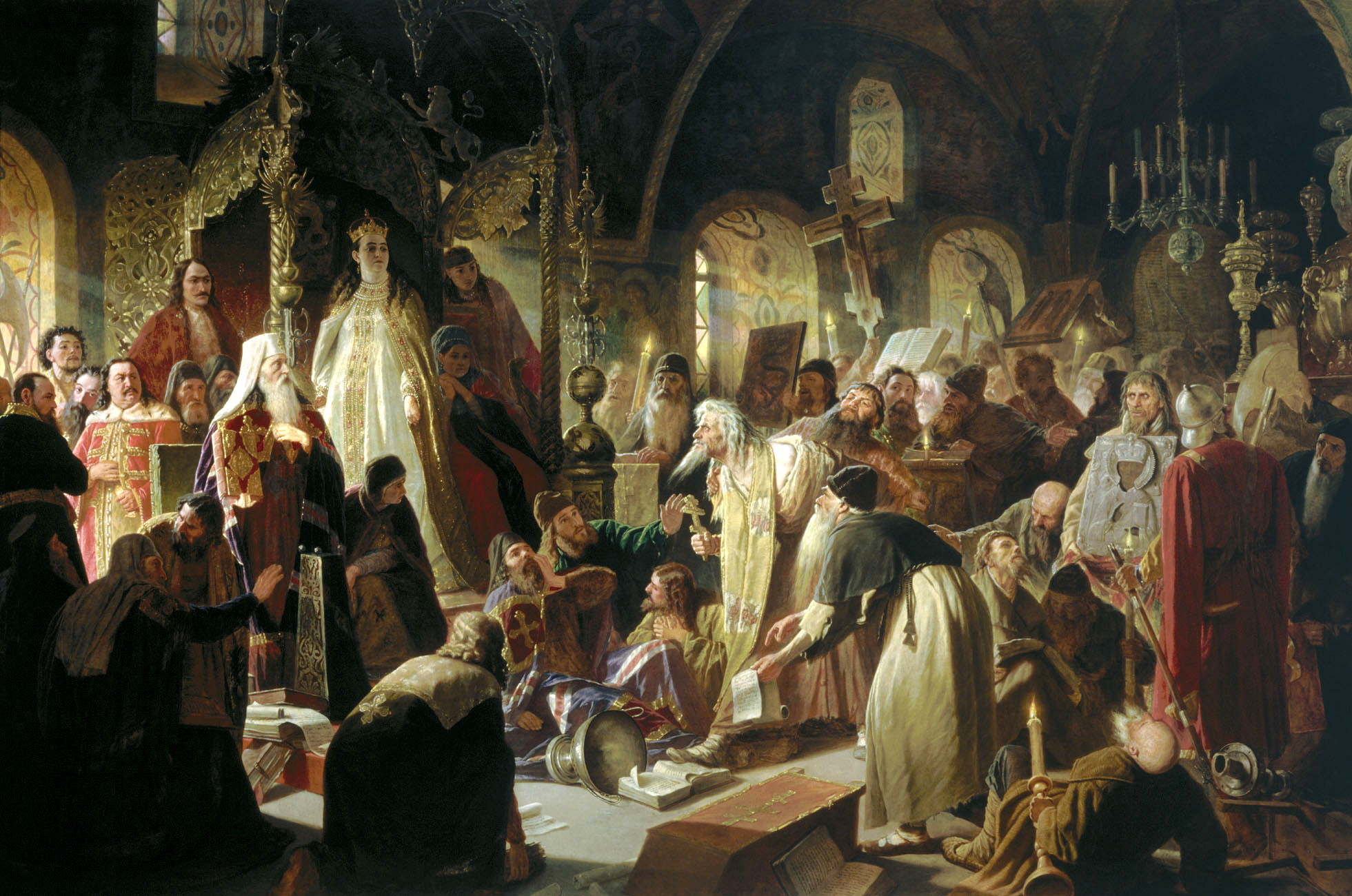
Oudgelovige priester in een twistgesprek met patriarch Joachim over geloofskwesties (Vasili Perov; 1880)

Met raskol (Russisch: раскол, raskol; "splijting" of "schisma") wordt het schisma in de Russisch-orthodoxe Kerk aangeduid dat plaatsvond in de 17e eeuw als gevolg van kerkhervormingen, doorgevoerd door de toenmalige patriarch Nikon. Dit schisma resulteerde enerzijds in een staatskerk en anderzijds de beweging van de oudgelovigen. De kerkhervormingen (dwz. een revisie van door de Russisch-orthodoxe Kerk gebruikte teksten en riten) hadden als doel de Russische kerk te uniformeren met de Byzantijnse (Griekse) kerk. De oudgelovigen werden door de Russisch-orthodoxe Kerk ook wel met het pejoratieve raskolniki ("scheurmakers") aangeduid. 